# George O. Wood
George O. Wood (1941 – 12 de janeiro de 2022) foi um ministro pentecostal norte-americano. Ele foi o superintendente-geral do Concílio Geral das Assembleias de Deus nos Estados Unidos da América (AG) e foi presidente da Assembleia de Deus, a maior denominação pentecostal do mundo, até 2020. Anteriormente, atuou como secretário-geral da AG entre 1993 e 2007.

## História
Antes da sua eleição para o escritório nacional da AG, ele foi superintendente-geral da AG no Distrito Sul da Califórnia (1988–93). Por 17 anos, ele foi pastor da Igreja Newport Mesa em Costa Mesa, na Califórnia. De 1965 até 1971, foi diretor de vida espiritual e vida estudantil na Universidade do Evangelho em Springfield, no Missouri.

## Educação
Wood obteve um bacharelado em artes na Universidade do Evangelho, e um grau de P.Th.D. (Doutor em Teologia Pastoral) no Seminário Teológico Fuller em Pasadena. Ele também recebeu Juris Doctor da Faculdade de Direito do Estado Ocidental na Universidade Argosy, em Fullerton e é um membro da Ordem dos Advogados do Estado da Califórnia.

## Publicações
- 1984 The Successful Life ISBN 0-930756-82-7
- 1986 Living Fully ISBN 0-932305-23-7
- 1998 A Psalm in Your Heart: Psalms 1-75 ISBN 0-88243-685-6
- 1999 A Psalm In Your Heart, Volume 2: Psalms 76-150 ISBN 0-88243-785-2
- 2008 Trusting God ISBN 188068909X
- 2009 Living in the Spirit
- 2009 Jesus and You ISBN 1880689154
- 2012 Acts of the Holy Spirit ISBN 1603820248